# John Geiger
John Francis Geiger (født 28. marts 1873 i Philadelphia , død 6. december 1956 smst) var en amerikansk roer, som deltog i OL 1900 i Paris.

## Rokarriere
Geiger roede for Vesper Boat Club i fødebyen Philadelphia. Han var med i Vesper-otteren, der repræsenterede USA vedOL 1900 i Paris sammen med Bill Carr, John Exley, Harry DeBaecke, Ed Hedley, Jim Juvenal, Roscoe Lockwood, Ed Marsh og Lou Abell (styrmand). Amerikanerne kvalificerede sig let til finalen, hvor de også vandt klart med et forspring på seks sekunder til belgierne på andenpladsen, mens den hollandske båd blev nummer tre.
Efter OL blev han syg og kunne derfor ikke være med i otteren, da de stillede op til de nordamerikanske mesterskaber og tabte til en canadisk båd.